# Australijskie Kościoły Chrześcijańskie
Australijskie Kościoły Chrześcijańskie (ang. Australian Christian Churches) – chrześcijański kościół zielonoświątkowy działający w Australii, znany także jako Zbory Boże w Australii (ang.  Assemblies of God in Australia), wchodzący w skład Światowej Wspólnoty Zborów Bożych. Australijskie Kościoły Chrześcijańskie liczą 217 105 wiernych w 1104 kościołach, co czyni je największym wyznaniem zielonoświątkowym w Australii.
Kościół został założony w 1937 roku, kiedy Zbory Boże Queensland połączyły się z Kościołem Zielonoświątkowym w Australii. W 2007 roku kościół przyjął obecną nazwę Australijskie Kościoły Chrześcijańskie, jednak nadal jest zarejestrowany jako Zbory Boże w Australii.

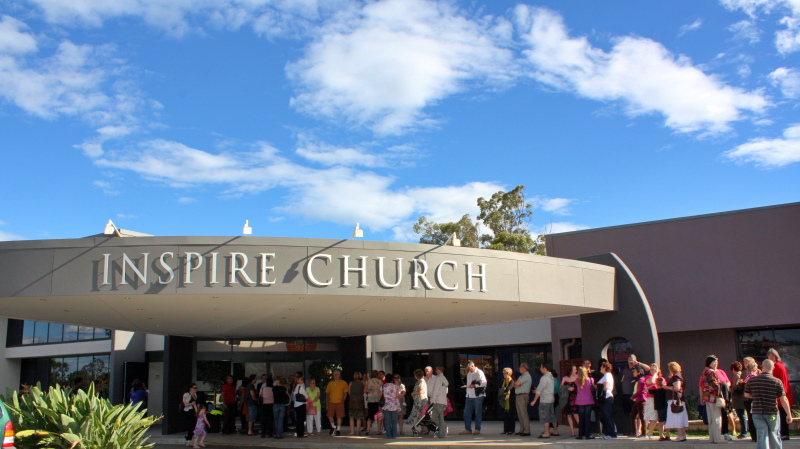
Kościół w Sydney.